# Східний Азербайджан
Східний Азербайджан (перс. آذربایجان شرقی Âzarbâyjân-e Šarqi, азерб. Şərqi Azərbaycan) — остан (провінція) на заході Ірану. Остан розташований на північному заході країни, межує з Вірменією та Азербайджаном, а також з останами Ардебіль, Західний Азербайджан та Зенджан. Одна з чотирьох провінцій Іранського Азербайджану. Утворена у 1950 році шляхом розділення провінції Азербайджан на західну та східну частину. Населення — 3 603 456 осіб (2006). Столиця провінції — місто Тебриз.

## Населення
Основне населення — азербайджанці (включаючи шахсевени, афшари, карадагці). Невеликими групами представлені перси, курди, носії діалектів таті, вірмени та ассирійці.

## Географія
Остан охоплює територію приблизно у 47 830 км². Згідно з останніми даними на 1996 рік, шахрестанами цього остана є: Ахар, Аябшир, Бостанабад, Бонаб, Тебриз, Джульфа, Сараб, Шабестар, Калебар, Марага, Маранд, Малекан, Міяна, Геріс та Гаштруд. Провінція має гарне залізничне сполучення з іншими останами та з прилеглими країнами.